# Ford Transit
Ford Transit — серия грузовых фургонов, микроавтобусов, шасси и бортовых автомобилей, выпускаемых компанией Ford Motor Company в Европе (включая Турцию). Также Transit производится и в Китае.
Transit стал самым продаваемым в Европе лёгким коммерческим автомобилем на протяжении 40 лет, а в некоторых странах слово «Transit» вошло в употребление как название любого коммерческого фургона с похожими размерами. С 1965 года было выпущено 6 миллионов Ford Transit на базе четырёх платформ с несколькими рестайлингами для каждой из них; шестимиллионный фургон собран в марте 2009 года.

## Предыстория
В отличие от «семейства» Transit английской сборки, первым изделием Ford, которому предназначалось носить эмблему «Transit», был фургон, собранный на заводе Кёльн (Кёльн) в Германии. Фургон начал выпускаться в 1953 году под именем FK 1000 (Ford Köln перевозящий 1000 кг). С 1961 года автомобиль назывался Ford Taunus Transit. Выпуск этой модели был прекращён в 1965 году.
Собственный исторический взгляд Ford на выпуск Transit, опубликованный для запуска модели 1994 года, избегает вопроса именования поколений, ссылаясь на поколения Transit, произведённых по годам.

## Первое поколение
Первый самостоятельный Ford Transit появился в октябре 1965 года. Сначала фургон выпускался на заводе в графстве Беркшир (на бывшем самолётостроительном заводе, который выпускал истребители Хоукер Харрикейн во время Второй мировой войны), но так как спрос опережал мощности завода, производство было перемещено в Саутгемптон. Выпуск этого поколения прекращён в 1978 году.
Transit пришёл на замену Ford Thames 400E — маленького среднемоторного переднеприводного фургона, известного своей узкой колеёй. Thames конкурировал с внешне похожими, но большими по размеру фургонами англ. Morris Commercial J4, англ. Morris Commercial J2 и серией Commer PB компании Rootes Group. На рынке Соединённого королевства тогда доминировал англ. Bedford CA. Основным недостатком Thames 400E была ограниченная погрузочная площадь, которая не позволяла завоевать достаточное количество клиентов. Так Ford вернулся к чертёжной доске и переключился на переднемоторную компоновку, следуя курсу, проложенному в 1950-х производителем Bedford с его хорошо расцененными фургонами серии CA. Революционным шагом Генри Форда II было объединение разработок британского и немецкого подразделений Ford, чтобы создать прототип для сегодняшнего англ. Ford of Europe — ранее эти дочерние компании избежали конкуренции на внутренних рынках друг друга, но были в прямой конкуренции в остальных Европейских рынках.
Transit отличался от других европейских коммерческих автомобилей своим американским дизайном — широкая колея давала большое преимущество в грузоподъёмности по сравнению с сопоставимыми автомобилям того времени. Большинство механических компонентов Transit было приспособлено от машин того времени. Другой ключ к успеху Transit — большой набор разных кузовных решений: грузовые фургоны с длинной и короткой колёсной базой, бортовые автомобили, микроавтобусы, двойная кабина, — это только некоторые из возможных вариантов.
В Великобритании для бензиновой модификации использовался двигатель англ. Essex V4 с объёмами 1.7 л. и 2.0 л. Отдав предпочтение относительно коротким V4 двигателям, Ford имел возможность свести к минимуму дополнительную длину, необходимую из-за решения разместить двигатель спереди от водителя. Другим популярным улучшением под капотом фургона был генератор переменного тока, в то время как конкуренты на рынке Великобритании ожидали, что покупатели будут удовлетворены генератором постоянного тока. Также предлагался дизельный двигатель с эффективной мощностью 43 л. с. (32 кВт), поставляемый компанией Perkins. Так как этот двигатель был слишком длинный, чтобы поместиться под капотом Transit, дизельная модификация имела переделанный удлинённый двигательный отсек. Маломощные Perkins не пользовались спросом и в 1974 году были заменены Ford на собственные двигатели «York». Для материковой Европы Transit имел немецкий двигатель Ford Taunus V4 в двух вариантах: Cologne 1.7 л. и Essex 2.0 л.
Длинная носовая часть дизельной модификации также использовалась, чтобы приспособить двигатель Ford 3.0 л. V6 в полицейские фургоны и кареты скорой помощи, а в Австралии, чтобы вместить рядный 6-цилиндровый двигатель автомобиля Ford Falcon.
Согласно шоу Top Gear; английская полиция сообщила, что в 1970-х 95 % всех ограблений, в которых преступники использовали автомобиль, происходили с участием этого типа Ford Transit.
Выбор ведущими осями передней и задней вместо системы, включающей независимую переднюю подвеску, как у англ. Ford Thames 400E, мог быть кем-то расценен как шаг в прошлое, но на дороге комментаторы ощущали, что более широкая колея Transit и более длинная колёсная база более чем компенсировали очевидный шаг назад, выраженный выбором подвески. Водители также высоко оценили устранение чрезмерной жары в кабине, которая являлась следствием размещения водителя выше или прямо рядом с отсеком двигателя в Thames 400E и других переднеприводных лёгких фургонах 1950-х и начала 1960-х.

### Рестайлинг1978 года
В марте 1978 года дебютировала модификация с рестайлингом, известная на некоторых рынках как модель «Mark 2». Она отличалась переделанной носовой секцией, новым интерьером и появлением вместо Essex V4 двигателя Pinto от модели Ford Cortina. Однако в ранних двигателях англ. Ford Pinto engine в Ford Cortina многие владельцы транспортных компаний имели случаи с преждевременным износом распределительного вала, поэтому в течение двух лет Transit 75 был доступен с двигателем Ford Kent «Xflo» 1.6 L. Мощные Transit, предназначенные для полиции и скорой помощи использовали модификацию двигателя англ. Ford Essex V6 engine (UK) 3.0 L.

В 1984 году дизельный двигатель York модифицирован в 2.5 L «DI» (непосредственный впрыск). В это же время Transit получил рестайлинг, включающий серую пластиковую переднюю решетку с встроенными креплениями фонаря, оболочку вокруг указателей поворотов, более длинные торцевые крышки бампера и задние фонари разного назначения: туман, поворот, задний ход; также боковые фонари для грузовых фургонов. Этот незначительный рестайлинг, как правило, не приписывается к новому «Mark»-номеру.

## Второе поколение
Платформа Transit второго поколения появилась в январе 1986 года и отличалась полностью новой однообъёмной конструкцией кузова (то есть лобовое стекло и капот под одним углом). За такую клиновидную форму кабины эту модель (и последующие до 2000 года) в народе прозвали «акулой». До 1988 года автомобили комплектовались трёхходовой четырёхступенчатой коробкой типа G (с делителем и повышающей передачей с планетарным редуктором) и пятиступенчатая коробка типа N с одноходовым механизмом переключения (применявшаяся на Sierra и Scorpio).
С 1988 года на все модели устанавливались 5КПП типа MT75. На длиннобазных сериях (LCY) до 1992 года было сохранено рессорное подвешивание на обеих осях, а в качестве ведущих мостов применялись одно- и двухскатные усиленные мосты «Salisbury» (тип 51А и 53), ранее устанавливаемые на моделях до 1986 года — с общим расстоянием между осями рессорных площадок 985 мм; на короткобазовых сериях (LCX) устанавливались мосты «Timken» (тип 34) с расстоянием между осями рессорных площадок 1235 мм, колёсная база 2815 мм, передняя подвеска была изменена на полностью независимую конфигурацию — рычажную типа МакФерсон — она же стала применяться в дальнейшем на всех базах, выпускаемых после 1992 года и по настоящее время.
В 1992 году модель была подвергнута рестайлингу за счёт изменения формы днища кузова, что позволило использование односкатных — более предпочтительных, чем двускатных — задних колёс на моделях, производных от длиннобазной версии. Расстояние между осями рессорных площадок задней ведущей оси односкатных серий было унифицировано до 1235 мм — в связи с такой унификацией, помимо мостов Timken (Type 34 H) устанавливались обновленные односкатные мосты типа Salisbury (Type51 G) с изменённой конфигурацией колёсного крепежа — 6х180 вместо прежних 6х170; для Типа G был увеличен и посадочный диаметр шин с 14 до 15 дюймов; межосевая ширина рессор двухскатных серий увеличена с 985 до 1110 мм. Другая особенность конструкции мостов типа 51 заключалась в применении 2-рядных конических подшипников на ступицах (аналогично типам 34 Timken) и расположению тормозных барабанов поверх фланцев полуосей (так же аналогично Timken), что заметно упрощало обслуживание. Изменения на колёсах с конфигурацией 5х160 коснулись лишь дизайна дисков, посадочный диаметр же оставался неизменным до 2000 года — 14 дюймов. Размеры колесной базы так же были изменены с 2815/3020 мм на 2835/3570 мм соответственно. Использование на передней оси независимой рычажной подвески увеличило полезную нагрузку. Эти модели опознаваемы по немного более округлым фарам (модели до 1992 года выпускались с квадратными фарами).
Это поколение Transit было использовано Джереми Кларксоном в соревновании Top Gear «англ. Top Gear challenges#White van man challenge». Transit финишировал вторым против очень маленького Suzuki Super Carry и огромного англ. LDV Convoy. Испытание включало покупку фургона за менее чем 1000 фунтов, и несколько тестов, представляющих обычное использование фургона: дрег-рейсинг (городская скорость) на четверть мили; погрузка, перевозка и разгрузка мебели (пространство, доступ); преследование в хвосте (обзорность, управление); замена «поврежденной» двери (техническое обслуживание и текущий ремонт); полицейское преследование (перегрузка) и так далее. Transit подтвердил репутацию быстроходности и манёвренности особенно хорошо в заключительной фазе, «сопротивляясь аресту» гораздо дольше медленного LDVi и нестойкого Suzuki, который перевернулся на первой уловке.

### Рестайлинг 1994 года
Значительный рестайлинг Transit в 1994/5 году дал ему новую переднюю часть и приборную панель, наряду с 8-клапанным двигателем англ. Ford I4 DOHC engine, которым оснащался Ford Scorpio с 1994 по 1998 год. Двигатель похож на ранний Sierra DOHC, но без трамблёра и использует обновленный OBD II — совместимый блок управления двигателем уровня EEC-V. Некоторые из 16-клапанных двигателей Ford, которыми оснащались Scorpio, Escort RS2000 и Galaxy также использовали такой блок. В то же время кондиционирование воздуха, стёкла с электроподъёмником, центральная блокировка дверей, зеркала с электроприводом и подушки безопасности были сделаны доступными в качестве дополнительных принадлежностей.
Турбодизельная модификация поставлялась с электронным топливным насосом Lucas EPIC в следующих вариантах: 85 л. с. (63 кВт), 100 л. с. (74 кВт) и 115 л. с. (85 кВт).
К 30-летнему юбилею Transit в 1995 году Ford реализовал ограниченный выпуск модели, называемой Transit Hallmark. Их было сделано шесть сотен по 200 машин на каждый из трёх различных цветов.
В Европе Ford Transit VE83 был доступен до 2000 года. Во Вьетнаме его делали до 2003 года, когда в июне он был заменён новым поколением.

### В Китае
Ford Transit VJX6541DK-M — китайская модификация, она основана на предшественниках 4 и 5 поколений. Новое поколение собирается в Наньчане компанией Jiangling Motors и ограничено внутренним китайским рынком. Заметны гораздо большие по размерам фары и решётка. Модель появилась на рынке в 2006 году. Новое поколение имеет 70 изменений относительно предшествующего. Был изменён даже интерьер, он стал более эргономичным. Окна с сервоприводом идут по стандарту, тем не менее ABS предоставляется опционально. Китайский Transit доступен с двумя разными дизельными двигателями. Один из них мощностью 67,6 кВт (тип JX493ZQ3), другой — 68 кВт (JX493ZQ4). Оба объёмом 2771 см³. Заявленная предельная скорость 110 км/ч (68.35 миль/ч). У китайского Transit VIN-код имеет вид LJXBMCH1××T××××××.
Европейский Ford Transit, модель 2006 года, был включен в производство в 2008 г. На местном рынке он известен как New Transit. Он предоставляется параллельно с поколением китайского Transit, моделью 2006 года. В настоящее время два сборочных завода изготавливают 300000 автомобилей ежегодно. В конце 2012 года Ford и Jiangling хотят открыть третий завод и увеличить тем самым выпуск продукции на 3000 автомобилей в год.
В январе 2010 года компания англ. 2009–2010 Toyota vehicle recalls своей продукции, повлияв на изделия Ford Group. Причина в общем поставщике обеих компаний (CTS Corporation) — предполагалось, что педали газа дефектны и представляют опасность. Около 1600 Transit 2006-й модели были отозваны.

## Третье поколение
Следующий Transit начал выпускаться в июле 2000 года, имел третий по счёту полностью новый дизайн. Он заимствовал черты дизайна фирменного стиля «англ. New Edge» как у Focus и Ka. Главное новшество, разработанное Ford в Соединённых Штатах, было в том, что новая модификация доступна как с передним приводом, так и с задним. В обозначениях Ford это модель V184 (задний привод) или V185 (передний привод). Модель имеет дизельный двигатель Duratorq turbo типа «Puma», также используемый в 2000-м году в Mondeo и Jaguar X-Type, с бензиновыми вариантами, вплоть до 16-клапанного 2.3 L рядного четырёхцилиндрового двигателя. С этим двигателем Transit развивает скорость 97 км/ч (60 миль/час) за 21 секунду и достигает предельной скорости 150 км/ч (93 миль/час). Это возвращает его к рабочим характеристикам, подобным легковому автомобилю как заявлено для самых ранних моделей. Демонстрация скорости этой модели была показана в 2005 году в Top Gear, где немецкая гонщица Сабина Шмиц приняла попытку проехать на Transit вокруг Нюрбургринга за менее чем 10 минут в сравнении с временем Джереми Кларксона на turbodiesel Jaguar S-type; она была неуспешна, но лишь на несколько секунд.
Эта модификация выиграла награду Международный Фургон Года 2001. Автоматическая коробка передач англ. Durashift EST (на всех заднеприводных моделях по заказу) содержит элементы управления, установленные на приборную панель, специально адаптированный ручной режим, режим буксировки, экономичный режим и зимний режим.
Два года спустя Ford начал выпускать Transit Connect — меньший цельнометаллический фургон на базе платформы C170 (Focus), нацелен на замену более старых моделей на базе Ford Escort и Ford Fiesta. Несмотря на то, что он изготавливается бок о бок с более крупным фургоном в сборочном заводе нового назначения в Турции, Connect с технической точки зрения имеет мало общего с Transit.
В 2002 году с запуском на переднеприводном Transit двигателя 125 л. с. (92 кВт) HPCR 2.0 л. был представлен первый дизельный двигатель с технологией High Pressure Common Rail (HPCR). В 2004 году запущен первый заднеприводный двигатель HPCR: 135 л. с. (99 кВт) 2.4 л., вместе с которым дебютировала 6-ступенчатая заднеприводная коробка передач MT-82. Пятимиллионный Transit съехал с конвейера Саутгемптон в понедельник, 18 июля 2005 года и был пожертвован английской благотворительности.

### Рестайлинг 2006 года
В августе 2006 года Transit получил рестайлинг кузова, в частности, новую переднюю и заднюю светотехнику, новую переднюю часть и новый интерьер, включающий рычаг переключения передач на приборной панели, а также радиоприемник нового дизайна. Кроме внешних изменений была полностью переработана силовая установка. Старый бензиновый двигатель был заменён двигателем с Ford Ranger, дизельный двигатель переднеприводной компоновки перешёл от объёма 2.0 к 2.2 литра, все дизельные двигатели были оснащены системами HPCR (TDCi). Силовая установка была изменена для того, чтобы соответствовать новому законодательству по токсичности выхлопа. Новая модификация (обозначение V347 для переднеприводной компоновки и V348 для заднеприводной) выиграла награду Международный Фургон Года 2007 несмотря на жёсткое соперничество с несколькими полностью новыми конкурентами.
В середине 2006 года был запущен «Sport Van» — фургон ограниченного выпуска, оснащённый двигателем 130 л. с. (96 кВт), имеющий дополнительные дизайнерские детали, англ. Le mans stripes и 18-дюймовые колёса из лёгкого сплава.
В конце 2007 года для переднеприводных моделей был запущен двигатель 140 л. с. (104 кВт) в комплекте с 6-скоростной коробкой передач в блоке с трансмиссией, чтобы справиться с дополнительной мощностью. 6-скоростная коробка передач в блоке с ведущим мостом была представлена для переднеприводной модификации средней мощности в конце 2008 года, когда двигатель 110 л. с. (81 кВт) был улучшен более мощным 115 л. с. (85 кВт). Также в конце 2008 года чтобы соответствовать более высоким стандартам по токсичности выхлопа, чем текущее требование Евро-4, был представлен «сажевый фильтр с покрытием» (cDPF) как дополнительная опция на всех дизельных двигателях.
Чтобы отпраздновать титул «Международный фургон 2007 года», Ford сделал фургон-стретч Transit XXL. Это один из самых дорогих Transit.

### Северная Америка
10 сентября 2007 года Ford Transit дебютировал на американском континенте, в Мексике, предлагая более девяти различных моделей. Это была единственная страна на континенте, в которой на тот момент осуществлялись продажи Transit.
Ford заявил, что платформа Transit будет глобальной, действуя как замена для давно эксплуатируемой в Северной Америке серии англ. Ford E-Series. Тем временем в 2010 году Ford представил на рынке США меньший чем Transit по размеру, технически неродственный Transit Connect .
Из-за его 4-цилиндровых дизельных двигателей, механической трансмиссии, меньшего веса и более аэродинамической конструкции Transit имеет значительно меньший расход топлива чем модели E-Series, которые опираются на V-образный 8-цилиндровый двигатель и автоматическую трансмиссию.

### Электромобиль на базе Ford Transit
В октябре 2009 года компании Ford и Azure Dynamics заключили соглашение о совместной разработке электромобиля на базе Ford Transit Connect. Первые экземпляры были представлены на автошоу в Чикаго в феврале 2010 года. В декабре 2010 года первые экземпляры электромобиля были поставлены потребителям в США и Великобритании.

### Безопасность
Автомобиль прошел тест Euro NCAP в 2012 году:
| Euro NCAP                                                                         | Euro NCAP | Euro NCAP | Euro NCAP             |
| --------------------------------------------------------------------------------- | --------- | --------- | --------------------- |
| · общий рейтинг                                                                   |           |           |                       |
| 84%                                                                               | 90%       | 48%       | 71%                   |
| взрослый пассажир                                                                 | ребёнок   | пешеход   | активная безопасность |
| Протестированная модель: Ford Transit Custom 2,2 дизель «Trend» Combi, LHD (2012) |           |           |                       |

## Четвёртое поколение
Новое поколение Transit был официально показано в январе 2013 года на автосалоне в Детройте. Transit нового поколения был разработан в рамках программы OneFord как глобальное транспортное средство подразделениями в Европе и Северной Америке. Среднеразмерные переднеприводные модификации прошлого поколения были заменены новой моделью Ford Transit/Tourneo Custom.
На североамериканском рынке полноразмерные заднеприводные версии пришли на смену модели Econoline/E-Series. В то время как переднеприводная версия Transit V347 продается вместе с E-Series в Мексике, начиная с 2007 года (заменив минивэн Freestar), это поколение Transit является первым официально продающимся в Соединённых Штатах и Канаде. В процессе разработки, Ford тестировал предыдущее поколение (V347/348) в Соединённых Штатах с целью оценки качества и прочности.
Внешний дизайн обеих версий эволюционировал от стиля New Edge, используемого в модели предыдущего поколения, к кинетическому дизайну, принятой программой OneFord для глобальных моделей с 2010 года; интерьер сделан в стиле третьего поколения Ford Focus. Новый Transit доступен в версиях грузовой фургон и в виде шасси с несколькими вариантами высоты крыши и колёсной базы.
За пределами Северной Америки, большая часть двигателей и трансмиссии остались от предыдущего поколения. Для Соединённых Штатов и Канады четырёхцилиндровые двигатели и механические коробки передач не предлагаются; на этих рынках из глобальных доступны только двигатели 180 л. с. 3.2L Duratorq I5 дизель (Powerstroke). Для Северной Америки стандартным является двигатель 275 л. с. 3.7L Ti-VCT V6 (он устанавливается на F-Series и Ford Explorer Police Interceptor) и в виде опции 320 л. с. 3.5L EcoBoost V6 (вместе с F-150 и автомобилями на платформе D3). Все версии в Северной Америке комплектуются 6-ступенчатой автоматической коробкой передач и задним приводом.
Европейское производство Transit осуществляется на заводе Ford Otosan в Коджаэли, Турция.
В феврале 2015 года Ford объявил о новом производственном центре в Валенсии, Испания, чтобы обслуживать растущие экспортные рынки. Североамериканские версии производятся в Клейкомо (Миссури) с 30 апреля 2014 года.
По итогам 2020 года реализация Ford Transit в России выросла на 12 % и составила 14 тыс. автомобилей.